# Let Sabena 548
Let Sabena 548 byl let stroje Boeing 707 belgické společnosti Sabena z New Yorku do Bruselu, který skončil 15. února 1961 smrtí 73 lidí. Při této nehodě zemřeli členové tehdejšího amerického krasobruslařského týmu cestujícího do Prahy na mistrovství světa. Z piety k zesnulým sportovcům Mezinárodní bruslařská unie šampionát zrušila.

## Nehoda
Letadlo muselo přerušit přistání kvůli jinému letadlu blokujícímu ranvej. Kroužilo a stoupalo před dalším pokusem o přistání. Letadlo se zřítilo na farmu u obce Berg (tehdy samostatná, dnes část obce Kampenhout). Po dopadu na zem začalo hořet.
Příčina neštěstí nebyla nikdy zjištěna. Mohla to být technická závada mechanismu stabilizátoru.

## Oběti
Zahynulo všech 72 osob na palubě (61 cestujících a 11 členů posádky) a 1 osoba v místě havárie na zemi.

### Ztráta pro americké krasobruslení
Na mistrovství světa do Prahy letělo 18 krasobruslařů spolu s dalšími 16 členy týmu, rozhodčími a rodinnými příslušníky.
jednotlivci
- Gregory Kelley
- Bradley Lord
- Rhode Lee Michelson
- Laurence Owen
- Douglas Ramsay
- Stephanie Westerfeld

sportovní páry
- Ila Ray Hadley / Ray Hadley, Jr.
- Laurie Jean Hickox / William Holmes Hickox
- Maribel Owen / Dudley Richards

taneční páry
- Dona Lee Carrier / Roger Campbell
- Patricia Dineen / Robert Dineen
- Diane Sherbloom / Larry Pierce

trenéři
- William Kipp
- Dan Ryan
- Maribel Vinson-Owen
- Edi Scholdan
- William Swallender

další
- Harold Hartshorne
- Edward LeMaire
- Deane McMinn (manažer týmu)
- Walter S. Powell

### Další oběti
Farmář Theo de Laet zemřel po zásahu jednou z trosek letadla.